# Prvenstvo Šibenskog nogometnog podsaveza 1965./66.
Prvenstvo Šibenskog nogometnog podsaveza (također i kao Liga Šibenskog podsaveza") za sezonu 1965./66. je bila liga 4. stupnja nogometnog prvenstva Jugoslavije. 
 Sudjelovalo je 6 klubova, a prvak je bio "Metalac" iz Šibenika.  

## Ljestvica
| mj. | klub                   | ut. | pob. | ner. | por. | gol+ | gol- | bod |
| --- | ---------------------- | --- | ---- | ---- | ---- | ---- | ---- | --- |
| 1.  | Metalac Šibenik        | 10  | 6    | 3    | 1    | 36   | 11   | 15  |
| 2.  | SOŠK Skradin           | 10  | 7    | 1    | 2    | 27   | 10   | 15  |
| 3.  | Rudar Siverić          | 10  | 6    | 1    | 3    | 33   | 20   | 13  |
| 4.  | Aluminij Lozovac       | 10  | 5    | 1    | 4    | 27   | 27   | 11  |
| 5.  | Kolektivac Šibenik     | 10  | 3    | 0    | 7    | 15   | 29   | 6   |
| 6.  | Požar Skradinsko Polje | 10  | 0    | 0    | 10   | 5    | 40   | 0   |

## Rezultatska križaljka
| kratica | klub                   | ALU | KOL | MET | POŽ | RUD | SOŠK |
| --- | ---------------------- | --- | --- | --- | --- | --- | ---- |
| ALU | Aluminij Lozovac       |     |     |     |     |     |      |
| KOL | Kolektivac Šibenik     |     |     |     |     |     |      |
| MET | Metalac Šibenik        |     |     |     |     |     |      |
| POŽ | Požar Skradinsko Polje |     |     |     |     |     |      |
| RUD | Rudar Siverić          |     |     |     |     |     |      |
| SOŠK | SOŠK Skradin           |     |     |     |     |     |      |
| |                        |     |     |     |     |     |      |
| podebljan rezultat - utakmice od 1. do 5. kola (1. utakmica između klubova) rezultat normalne debljine - utakmice od 6. do 10. kola (2. utakmica između klubova) rezultat nakošen - nije vidljiv redoslijed odigravanja međusobnih utakmica iz dostupnih izvora rezultat nakošen i smanjen * - iz dostupnih izvora nije uočljiv domaćin susreta prekrižen rezultat - poništena ili brisana utakmica p - utakmica prekinuta 3:0 p.f. / 0:3 p.f. - rezultat 3:0 bez borbe n.i. - nije igrano |                        |     |     |     |     |     |      |

 Izvori: 